# Lady Antoinette
Lady Antoinette var Glenmarks och Hadar Kronbergs sång i Melodifestivalen 1975. Den slutade på sjätte plats.
Melodin testades på Svensktoppen, där den låg i sju veckor under perioden 6 april–18 maj 1975, och som högst låg på tredje plats.
Den spelades även in av Bingos på Svenska festivalmelodierna 75, samt av Mats Olssons orkester 1975 på albumet Dansparty.

### Fotnoter
1. ↑  ”Svensktoppen”. Sveriges Radio. 25 februari 1975. http://www.sr.se/Diverse/AppData/Isidor/files/2023/3473.txt. Läst 8 november 2007.
2. ↑  ”Svenska festivalmelodierna 75”. Svensk mediedatabas. 25 februari 1975. http://smdb.kb.se/catalog/id/001884988. Läst 30 maj 2009.
3. ↑  ”Dansparty”. Svensk mediedatabas. 25 februari 1975. http://smdb.kb.se/catalog/id/001884988. Läst 30 maj 2009.